# 胸さわぎの放課後
『胸さわぎの放課後』（むなさわぎのほうかご）は、1981年から1983年まで『週刊少年マガジン』に連載された村生ミオの漫画作品。映画化、テレビドラマ化もなされた。

## 映画
1982年4月17日公開。配給は東映。公開当時、ジャニーズ事務所に所属したひかる一平主演の学園ドラマ。併映は真田広之主演の『龍の忍者』。

### キャスト
- 桑田一平：ひかる一平
- 沢田知佳：坂上とし恵
- 荻窪弘美：山下美樹
- 川本紀子：美加里
- 佐藤先生：車だん吉
- 金沢先生：中尾ミエ
- 南進一：鹿又裕司
- 木村義男：古川聰
- 川上弘：松林龍夫
- 沢田光一：小林亜星
- 沢田はるえ：中原ひとみ
- 桑田里子：朝丘雪路
- 武田：芦川誠
- 西田：山口洋司
- 洋子：深水真紀子
- ホステス：夢路
- 警官：荒井注
- 杉村：重田尚彦
- 不良：柳葉敏郎
- 生徒：ジャニーズ少年隊（錦織一清、植草克秀、松原康行、鈴木則行）

### スタッフ
- 監督：石山昭信
- 製作：三浦波夫
- 脚本：古田求
- 音楽：伊藤銀次
- 録音：八木隆幸
- 撮影：西浦清
- 美術：小澤秀高
- 照明：水野研一
- 編集：長田千鶴子
- 助監督：高橋芳郎

### 主題歌
- ひかる一平「胸さわぎの放課後」（作詞：松本隆・作曲：原田真二、フォーライフレコード）

### 製作
製作が公表された1981年夏は、1982年の東映正月映画に決定と報じられたが、正月枠は『セーラー服と機関銃』『燃える勇者』の二本立てに変更になった。他にも松田聖子と沖田浩之のそれぞれの主演映画二枚立てとする報道もあったが、本作は1982年の春休み東映まんがまつり後の公開となった。
主演のひかる一平は公開当時、人気が急上昇中。相手となる沢田知佳役はオーディションで坂上とし恵が選ばれた。坂上はまだ歌手デビュー前で、『レッツゴーヤング』（NHK）のサンデーズのレギュラーではあったが、ほぼ無名だった。
二人とも実際に高校在学中で、"二人がいつも胸騒ぎしている状態をエイトビートのリズムに乗せて描く"と告知された。
監督の石山昭信は、北海道旭川東高校卒業後、地元の国策パルプ工業に勤務し、その後東京の誠文堂新光社の編集部に在籍。10年会社勤めをした後、映画が好きでシナリオ研究所に通い、藤田敏八の勧めでフリーの助監督として映画界入りした異色の経歴。藤田監督の『野良猫ロック ワイルド・ジャンボ』『新宿アウトロー ぶっ飛ばせ』『赤ちょうちん』や、黒木和雄監督の『祭りの準備』、山田典吾監督の『はだしのゲン』などに助監として就き、長谷川和彦監督の『青春の殺人者』ではチーフの助監督を務め、本作が映画デビュー作。 
古田求による脚本も軽妙なヤング用語を全編に散りばめ、作品の面白さを醸し出す。音楽は当時は沢田研二の編曲者として知られた伊藤銀次が担当し、ひかる一平の主題歌「胸さわぎの放課後」（フォーライフレコード）の作詞を松本隆、作曲を原田真二が担当しており、ポップス映画とも呼べそうなフィーリングを持つ映画となっている。

### 備考
容易には視聴ができない映画の一本とされる。

## テレビドラマ
フジテレビの『月曜ドラマランド』において、1983年に2作が放送された。主演は少年隊。

### キャスト
- 一平：東山紀之
- 進一：錦織一清
- 克久：植草克秀
- 沢村知佳：宇沙美ゆかり
- 川田あつ子
- 愛田夏希
- 左とん平
- 島かおり
- 小野寺丈
- 佐藤オリエ（2のみ）
- 花沢徳衛（2のみ）

### スタッフ
- 脚本：長野洋
- 演出：高瀬昌弘（1）、竹内正男（2）
- 音楽：渡辺俊幸
- 企画：重村一、清水賢治
- プロデューサー：広岡常男、森田要
- 技術・美術協力：東通
- スタジオ：目黒スタジオ
- 制作：フジテレビ、東宝

### 放送日
1. 1983年10月24日
2. 1983年12月19日

| フジテレビ系列 月曜ドラマランド                     | フジテレビ系列 月曜ドラマランド     | フジテレビ系列 月曜ドラマランド                                              |
| 前番組                                              | 番組名                              | 次番組                                                                       |
| --------------------------------------------------- | ----------------------------------- | ---------------------------------------------------------------------------- |
| あんみつ姫（2） （小泉今日子版） （1983年10月17日） | 胸さわぎの放課後 （1983年10月24日） | どっきり天馬先生（13） （1983年10月31日）                                    |
| のんき君（1） （1983年12月12日）                    | 胸さわぎの放課後 （1983年12月19日） | 長谷川町子の いじわる看護婦スペシャル（4） ※19:00 - 20:54 （1983年12月26日） |